# أريغارون باميري
أريغارون باميري (الاسم العلمي:Erigeron pamiricus) هو نوع من النباتات يتبع جنس الأريغارون من الفصيلة النجمية.